# 아프리카계 캐나다인
아프리카계 캐나다인(-系 -人, African Canadian 또는 Black Canadians)은 캐나다에 거주하는 아프리카인의 혈통을 가진 사람을 말한다.  흑인들은 대서양 저편 정착의 시작 이래 캐나다에 살아왔다.  역사적으로 아프리카 대륙에서 자신들의 조상적 고향땅으로부터 매우 약간의 그들이 일직선으로 정착하였어도 "아프리카계 캐나다인"은 자신들의 출생지에 상관없이 모든 아프리카의 후손들을 증명하는 데 1990년대에 증가적으로 인기있게 되었다.  가장 일찍이 도착들은 뉴잉글랜드 혹은 서인도 제도에서 데려온 노예들이었다.  1763년과 1865년 사이에 캐나다로 이동한 대부분의 흑인들은 미국에서 노예 제도를 달아나고 있었다.  서인도 제도 주민들의 큰 수들이 도착하기 시작할 때 캐나다는 1960년대까지 새로운 흑인 이민들의 주요 근원을 남겼다.  오늘날 아프리카계 캐나다인들은 캐나다 인구의 대략 2%를 차지한다.

## 이동
올리비에 르 죈은 아프리카에서 캐나다로 직접 운송되어 온 첫 노예이다.  그는 1629년 퀘벡에서 팔렸으나 자유인으로 죽은 것 같다.  영국의 정복(1759 ~ 60) 때까지 그때부터 뉴잉글랜드와 서인도 제도에서 데려온 대략 1000명의 흑인들이 뉴프랑스에서 노예로 만들어졌다.  1759년으로 봐서 지방의 기록들은 1132명의 아프리카 혈통을 포함하여 뉴프랑스에 총 3604명의 노예들이 있어왔다.  노예들의 대부분은 몬트리올에 혹은 그 근처에 살았다. 단 하나의 수확고, 다량의 생산과 한 떼 노동에 의지한 경제들에 번영시킨 노예 제도는 이 식민지들 중에 강하게 발달시키지 않았으나 영국의 통치 아래에서 새로운 생활이 주어졌다.

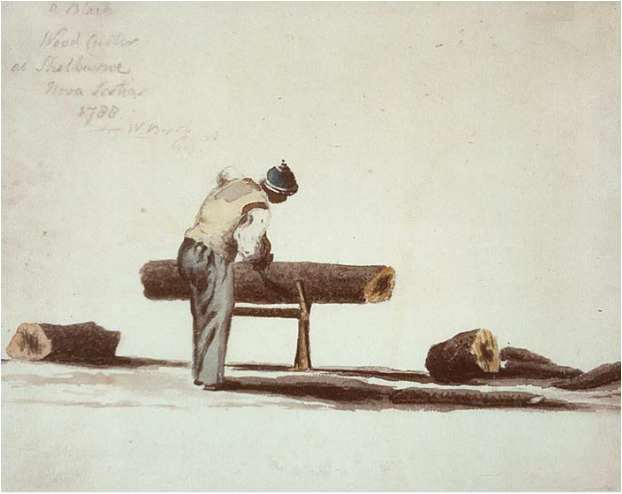
나무를 자르는 노바스코샤의 흑인 왕당파 (1788년)

왕당파들은 자신들과 함께 대략 2000명의 흑인 노예들을 영국령 북아메리카로 데려왔으나 영국으로 충성을 통하여 자신들의 자유를 이긴 3500명의 자유 흑인들이 동시에 이동하여 노바스코샤와 뉴브런즈윅에 정착하였다.  2개의 10년간 이내에 노예 제도는 사실상 왕당파들 중에 사라졌다.
1793년 어퍼 캐나다는 노예 제도의 폐지를 위하여 법률을 제정한 단 하나의 식민지가 되었다.  새로운 수입들의 전망이 없이 노예 제도는 착실하게 쇠퇴하였다.  1800년으로 봐서 영국령 북아메리카의 다른 일부에서 법원들은 1816년 만큼 도망 노예를 위한 광고가 〈로열 가제트〉에 나왔어도 노예 제도의 확장을 효과적으로 제한시켰다.  1833년 8월 28일 영국 의회는 영국령 북아메리카 식진지들의 전부에서 노예 제도를 폐지하는 법률을 통과시켜 1834년 8월 1일 실시되었다.

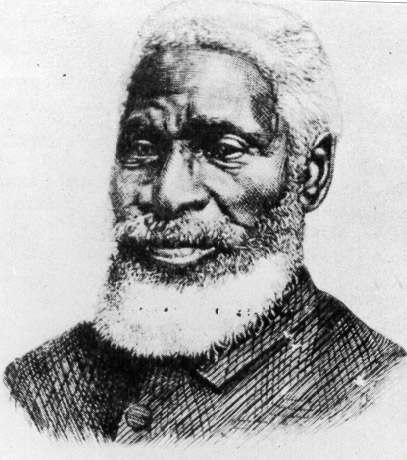
조사이어 헨슨 (1789 ~ 1883). 도망 노예였던 그는 캐나다에서 전 노예들을 위한 정착지와 학교를 설립하고, 목사가 되었다.

1796년 영국령 북아메리카로 흑인들의 이동은 자메이카의 스페인과 후에 영국의 통치자들로부터 탈출한 흑인 노예들의 후손들인 자메이카의 산속의 흑인들의 단체를 포함하였다.  그러고나서 1813년과 1816년 사이에 미영 전쟁이 일어난 동안에 영국의 방향들 뒤로 피난처를 추구해 온 2000명의 노예들이 노바스코샤로 데려가졌다.  자주적으로 캐나다에 도착한 미국 흑인들의 대다수는 지하 철도로 알려진 비밀적 항로의 망상 조직을 이용하였다.
미국 남북 전쟁의 시기로 봐서 3000명 가량의 도망 노예들이 캐나다로 자신들의 길을 찾은 것이 측량되었다.  이것은 자신들의 고향 땅에서 법률에 의하여 강요된 인종 차별을 탈출하는 데 추구한 1850년대에 캘리포니아주에서 밴쿠버섬으로 이동한 대략 800명의 아프리카계 미국인들을 포함하였다.

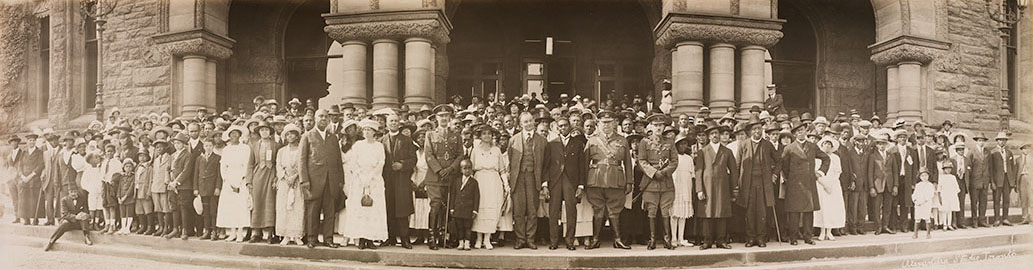
1920년 퀸스 공원에서 온타리오주의 지사 어니스트 찰스 드루리와 포즈한 캐나다의 흑인들

미국의 법적인 사회적 불평등의 이유로 미국 흑인들의 작은 단체들이 지속적으로 캐나다로 이주하여 들어간 이유에 불구하고 1865년 미국에서 노예 제도의 종말과 함께 많은 수천명의 아프리카계 캐나다인들이 미국으로 돌아갔다.  오클라호마주로부터 1000명 이상의 흑인들이 캐나다의 프레리, 특히 앨버타주로 이주하였다.  캐나다에서 흑인 인구는 실질상 증가하지 않았지만 1960년대까지 이민법에서 변화들이 비백인 이민들에 성향을 옮기고, 자격이 있는 서인도 제도와 아프리카인들의 다수를 캐나다로 들어오는 데 허락하였다.  흑인들의 이 주요 유입은 거대하게 해운상들(1950년과 1995년 사이에 대략 3000명의 서인도 제도에서 온 이민들과 아프리카에서 온 15000명 이상이 있었다)을 제외한 모든 캐나다의 지방에 원래의 흑인 인구보다 수적으로 우세하였다.

## 정착의 양식

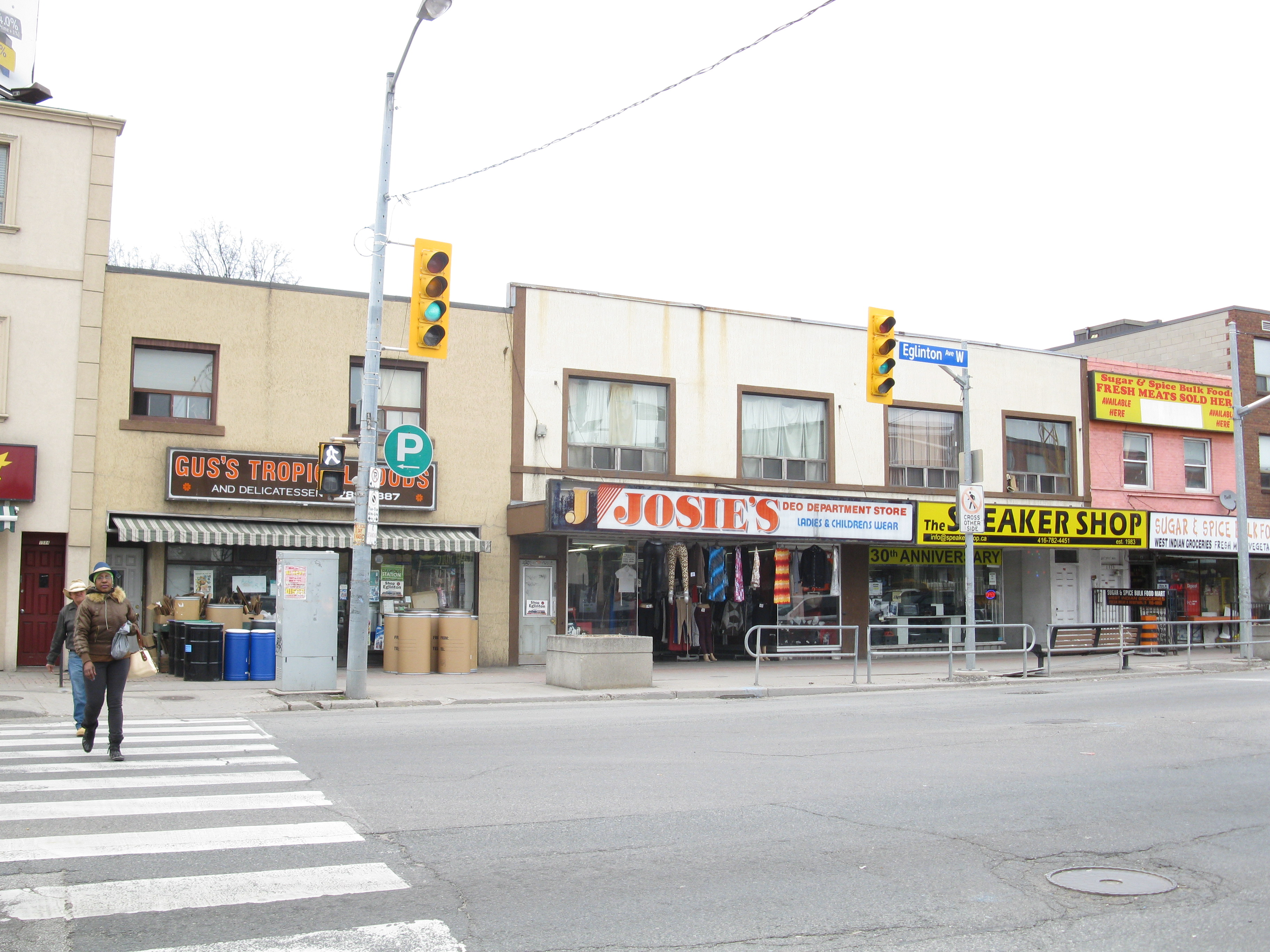
토론토에 있는 서인도 제도 이민의 공동체 구역 에글링턴 웨스트

흑인 왕당파, 산속의 노예들과 해양상에서 난민들의 대부분은 더욱 큰 백인들의 타운들의 변두리에 인종적으로 분리된 공동체들에서 정부의 정책에 의하여 정해졌다.  백인 왕당파들에 의하여 소유된 노예들의 대부분은 퀘벡 주의 이스턴타운십으로 데려가졌다.  노바스코샤주의 핼리팩스, 딕비와 가이스보로와 뉴브런즈윅주의 프레더릭턴은 그들의 아주 가까운 이웃들에 전부의 흑인 정착지들을 가졌다.  온타리오주에서 지하 철도의 도망 노예들도 또한 캐나다의 백인의 편견과 인종 차별과 미국의 납치인들에 대항하는 공통의 후원과 보호의 목적보다 정부 정책의 중요성 만큼 적은 정착지들에서 집중하는 데 향하였다.
온타리오 주의 흑인 정착지들의 대부분은 윈저, 채덤, 런던, 세인트캐서린스와 해밀턴과 그 주위들을 둘러싸는 지역들에 있었다.  토론토는 흑인들의 구역을 가졌고, 배리, 오언사운드와 겔프 근처에 흑인들의 더 작은 집중 지역들이 있었다.  빅토리아와 솔츠스프링 아일랜드는 19세기 브리티시컬럼비아주에서 흑인 정착자들을 위한 주요 위치들이었다.  20세기에 일찍이 앨버타 주로 이주한 이주자들은 에드먼턴 주위에 몇몇의 시골 정착지들을 설립하였다.  시골의 흑인들이 직업을 찾는 데 도시들로 이동하면서 1930년대와 1940년대에 정착의 양식들이 깨지기 시작하였다.  많은 원래 흑인 정착지들이 유기되거나 숙고적으로 인구가 줄어들었다.
서인도 제도와 아프리카에서 온 새로운 흑인 이민은 압도적으로 도시들로 지도되어 왔다.  아프리카계 캐나다인들은 이제 대부분 도시화된 캐나다의 민족 단체들의 전부들 중에 있다.  캐나다의 백인들의 태도들은 제2차 세계 대전 이래 세대를 변화시켜 왔고, 도시의 흑인들이 아직도 차별을 향해도 인종적으로 분리를 위한 압력들은 더 이상 적용하지 않는다.

## 경제적 생활
흑인 왕당파, 산속의 노예들과 도망자들은 해운상에서 자신들을 설립하는 데 시도에서 다수의 방해들을 만났다.  그들은 받은 작은 대지의 승인들은 농업을 통하여 자급 자족을 허락하지 못하였다.  이웃하는 백인들의 타운에서 이따금의 노동 직업들을 추구하는 데 강요된 흑인 개척자들은 고용과 임금에서 개척과 차별로 취약점이 있었다.  해양상을 통하여 흑인들은 백인들보다 농장 지대의 더 작은 할당과 낮은 임금을 받았다.  빈곤은 초기 흑인들의 경험에서 기초적인 구성 요소였다.

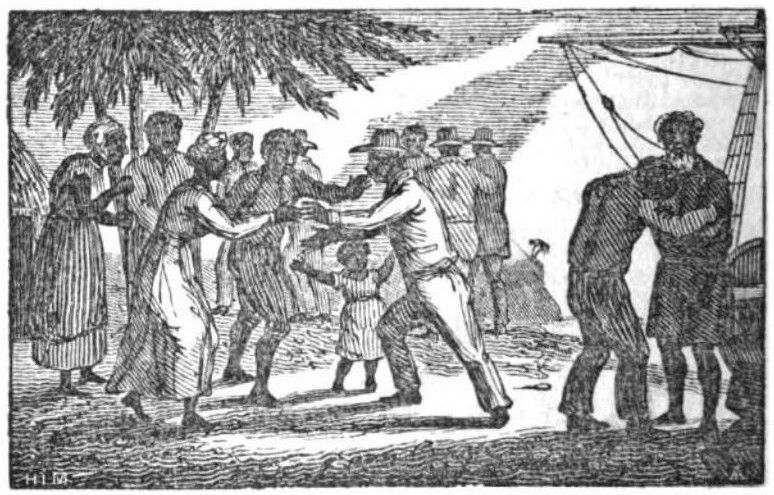
시에라리온에 도착한 해방된 노예들

부분적으로 자신들의 새로운 나라에서 부족한 상태들의 결과로서 흑인들의 상당한 수가 서아프리카의 시에라리온을 위하여 노바스코샤 주와 뉴브런즈윅 주를 떠났다.  1792년 거의 1200명의 흑인 왕당파들이 프리타운의 새로운 정착지를 창립하는 데 핼리팩스로부터 항해하였다.  그들의 후손들은 오늘날 거기서 아직도 확인될 수 있다.  그러고나서 1800년 5000명 이상의 산속의 노예들도 시에라리온으로 같은 항로를 따라갔다.  그들의 도착은 그들의 영국인 총독들을 향하여 흑인 왕당파 정착자들의 반란과 함께 동시에 일어났다.  식민지 권위들에 편을 들면서 산속의 노예들은 반란의 실패를 확보하였다.  1820년 어떤 95명의 도망자 흑인들이 트리니다드섬을 위하여 핼리팩스를 떠났다.
서인도 제도와 노바스코샤의 공문원들에 의하여 이동하는 데 용기를 얻었어도, 그리고 부족한 대지, 호된 겨울과 풍족한 백인들의 노동의 경쟁에 불구하고 도망자들의 대다수는 캐나다에서 생존하는 데 결심하였다.  해운상들에서 오늘날의 흑인들의 대부분은 이 사람들의 후순들이다.
지하 철도를 통하여 온타리오 주에 전형적으로 빈곤과 정부의 대지 승인들 없이 도착한 도망 흑인들은 보통 다른이들의 대지들에서 노동자가 되는 데 강요되었고 어떤이들은 그레이트 웨스턴 철도를 위하여 일하였다.
많은 개인적 도망자들, 주로 브리티시컬럼비아 주 빅토리아로 이주한 자들은 자신들에게 작은 비지니스를 설립하는 데 할 수 있는 능력을 준 실력과 구제들을 가져왔다.  많은 이들은 농장 혹은 에스퀴몰트에 있는 새로운 부두에 있는 상점들에서 일하였다.  20세기로 들어설 때까지 대부분의 아프리카계 캐나다인들은 낮은 임금의 서비스 분야들 혹은 비숙련 노동에서 고용되었다.
1991년 인구 조사에 의하면 캐나다의 흑인들은 아직도 백인들보다 낮은 평균의 임금을 받았다.  최근의 서인도 제도와 아프리카 이민들은 정통적으로 실력, 교육과 경험의 높은 수준을 지니었고, 모든 영유적 분야에서 찾아지고 있다.

## 공동체와 문화적 생활

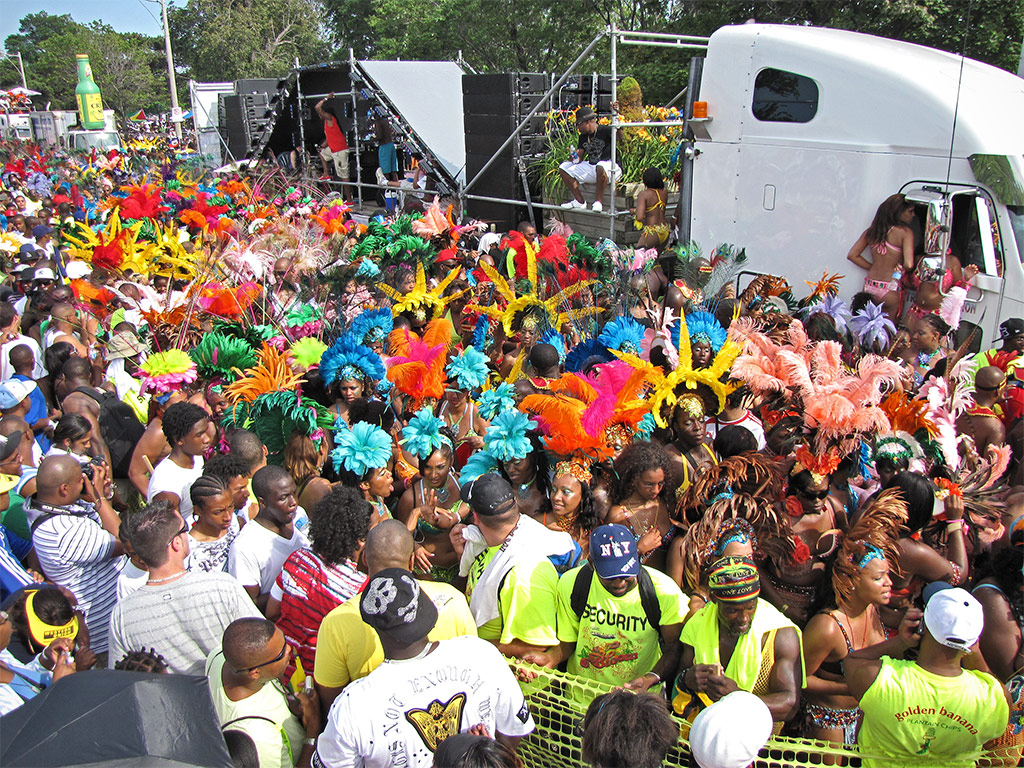
토론토에서 열리는 카리바나 축제

자신들의 집중된 정착지들에서 초기의 흑인들은 문화적 특성들을 유지하고 특유한 공동체를 창조하는 데 기회를 가졌다.  숭배, 음악과 연설의 스타일들, 가족의 구성들과 단체의 전통들은 캐나다에서 생활의 상태들로 책임에서 발달되었다.  주요 제도적인 성원은 갈라놓은 교회, 보통 침례교와 감리교였으며, 백인 회합들이 흑인들을 동등한 교인으로서 인정하는 것을 거부할 때 창조되었다.
교회들의 영혼적인 영향은 하루의 생활에 널리 퍼졌고, 교인들의 어휘, 일과와 야망들에 영향을 미쳤다.  평가할 수 없이 그들은 주요 사회적과 정치적 역할을 취하였고, 성직자들이 자연적인 공동체의 지도자들이 되었다.  19세기의 흑인들에 의하여 형성된 많은 협동 단체의 기구들, 공통의 보조 일단들, 금주의 사회들과 만노예주의 단체들은 거의 항상 교회들 중의 하나와 제휴되었다.  20세기에 겨회들은 더욱 위대한 교육적 기회와 민권들을 위한 운동을 지도하였다.
노예 제도에서 흑인 여성들은 자신들을 후원하는 데 일을 하는 데 강요되었고, 경제적 상황들은 캐나다에서 이 전통을 영존시켰다.  흑인 여성들은 항상 가족 생활에서 중요한 경제적 역할을 하였고, 결과로서 숙고적인 독립을 경험하였다.  공동 사회의 유행 - 자주 그들의 조부모 혹은 노인의 이웃들에 의하여 길러온 흑인 어린이들은 지방 공동체를 통하여 가족 같은 관계들을 개발하였다.  교회들에 의하여 마련된 유일한 동일성과 합친 단체 동일성과 공통적 의지의 강한 의식은 친밀한 공동체 생활과 백인의 차별에 대항하는 구실을 제시하였다.
영국과 캐나다에 강한 충성의 전통은 캐나다에서 그들의 정착의 시작으로부터 흑인들 중에 개발되었다.  흑인 왕당파들은 아메리카에서 영국의 통치를 유지하는 데 싸웠고, 미국의 침공이 그들을 다시 노예로 만드는 것을 의미할 수 있는 것에 인식이 그들을 캐나다의 군사 방어에서 참가하는 데 장려하였다.  미영 전쟁에서 미군을 상대로 싸운 흑인 시민군들은 1837년 반란을 억제하는 데 현저하였고, 후에 페니아 습격을 물리치는 데 도움을 주었다.
1860년대 기간을 위하여 크게 자기 재정된 흑인 개척자 소총 부대는 밴쿠버섬 지원 소총 부대에 참가하는 데 기회를 후에 부인하였어도 밴쿠버섬을 보호하는 데 단 하나의 무장 단체였다.  제1차 세계 대전이 일어나는 동안에 흑인들은 시초적으로 신병 모집에 의하여 거절되었으나 완고한 지원이 갈라진 흑인 군단 노바 스코샤 제2 구조 대부대의 창조에서 결국 결과를 가져왔다.
도시화와 증가하는 속화는 교회와 지방 공동체의 역할을 변화시켰고, 새로운 이민들이 캐나다의 생활의 상태들로 또한 자신들을 적응시켰어도 자신들 소유의 카리브해와 아프리카의 상속 재산을 가져왔다.  더 이상 단독의 흑인 캐나다 전통이 없으나 캐나다에서 자유를 찾은 사람들의 역사적 가치들은 지속적으로 오늘날 흑인의 관례와 태도들에 영향을 주고 있다.

## 교육
영국의 자선적 기구들은 1780년대에 시작된 해운상의 흑인 공동체들의 대부분에 학교들을 후원하였고, 19세기 동안에 영국과 미국의 사회들이 온타리오 주를 통하여 흑인들을 위한 학교들을 설립하였다.  추가로 노바스코샤 주와 온타리오 주의 양정부는 인종적으로 분리된 학교들을 창조하였다.  거의 모든 흑인 공동체가 자선이나 혹은 공공의 학교나 어느 한쪽으로 접근하였어도 기금은 부적당하였고, 교육은 하급으로 향하였다.  거주적 고립과 경제적 박탈이 합칠 때 부족한 학교 제도는 제한된 기회와 한정된 이동성의 상황을 영속시키는 데 도움을 주었다.  1965년 온타리오 주에 이쓴 인종적으로 분리된 마지막 학교는 폐문하였다.
도시화의 흑인 어린이들은 인종적으로 합류된 도시의 학교들로 입학하였다.  최근까지 평균적 흑인들이 평균적 백인보다 낮은 교육적 수준을 가졌으나 새로운 이동은 극적으로 이 상황을 변화시키고 있다.  흑인 이민자들은 전체의 캐나다 인구보다 평균에 교육적 성취의 더 높은 표준을 가졌다.  추가로 댈하우지 대학교에서 변화의 해 프로그램 같은 특별 프로그램들이 교육적 불리의 장기적 유산을 수정하고 있다.

## 정치

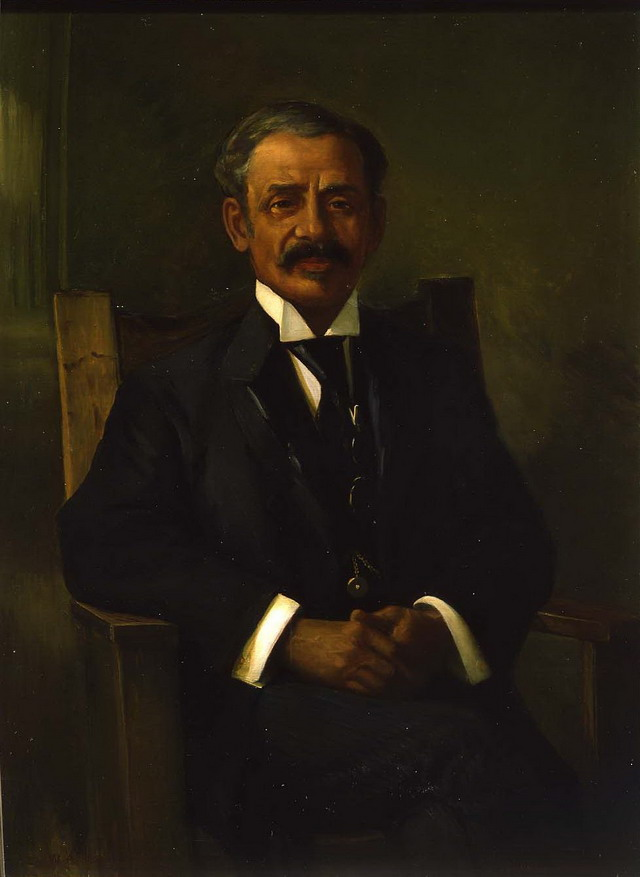
캐나다 도시에서 정부의 아무 수준에 흑인 처음으로 공직에 선출된 윌리엄 페이턴 허바드

몇몇의 주요 제외들과 캐나다에서 법률은 흑인들의 입법적 동등에 주장되었다.  캐나다 연방이 성립될 때까지 이것은 영국의 법률을 의미하였고, 영국의 보존으로 위임하는 데 흑인들은
보수당 후보들을 성원하는 데 기울였다.  그 이래 흑인들은 모든 정당에서 활동적이었고, 지난 30년 동안 보수당, 자유당과 신민주당의 당원들로서 선출되어 왔다.
흑인들이 직접의 정치적 영향을 미치는 데 크게 충분한 단체들을 형성한 적이 전혀 없어도 몇몇의 개인적인 흑인들은 정치적 정세에 중요한 공헌들을 만들었다.  한 세기의 이상 동안 흑인 지방자치제 의원들과 학교의 이사들이 있었는 데 두드러지게 1860년대 빅토리아 시의회에 의석을 가진 미플린 깁스는 브리티시컬럼비아 주가 연방에 가입하는 데 사절단이었고, 1894년부터 1907년까지 토론토의 시의원, 관리인과 대리 시장을 지낸 윌리엄 페이턴 허바드이다.

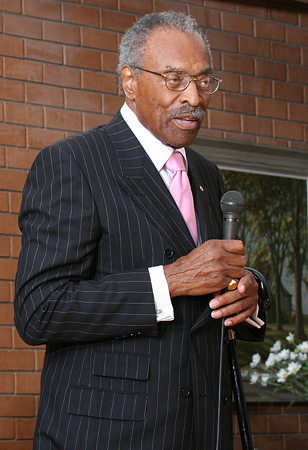
24대 온타리오 주의 부총독 링컨 알렉산더

레너드 브래스웨이트는 1963년 온타리오 주에서 선출된 주의 입법부에 선출된 최초의 아프리카계 캐나다인이었고, 해밀턴에서 온 링컨 알렉산더는 1968년 첫 흑인 연방 의원이 되었다.  에머리 반스와 로즈메리 브라운은 둘다 1970년대에 브리티시컬럼비아 주의 입법부로 선출되었다.  링컨 알렉산더가 온타리오 주의 부총독이 되고, 앨빈 컬링은 온타리오 주의 내각에 가입하고, 앤 쿨스가 상원으로 임명되고, 윈저의 하워드 맥커디가 하원으로 선출되었을 때 새로운 명예들이 달성되었다.  1990년 핼리팩스의 도널드 올리버는 상원에 가입하고, 자나다 아칸데는 온타리오 주의 내각 일원이 되어 캐나다에서 내각 등급을 이루는 데 첫 흑인 여성이었다.  1993년 웨인 애덤스는 노바스코샤 주의 내각에 들어갔고, 그해에 연방 선거에서 3명의 흑인 의원들이 선출되었다 - 진 오거스틴, 헤디 프라이와 오비드 잭슨.  밴쿠버에서 온 헤디 프라이는 1996년 내각으로 임명되었다.

## 단체의 보존
역사적으로 시골의 흑인 공동체는 효과들을 완화하는 데 섬기고, 그 보호적인 환경에서 특유의 흑인 관계는 전개되었다.  공동체 생활의 협동적인 힘은 인종적 한계에 대항하는 데 지속적인 시도를 할 수 있게 하였으나 그들은 전체의 방책들을 파괴시키는 데 성공적이지 못하였다.
오늘날의 흑인 인구의 다양화된 원천은 명백한 것보다 적게 단일화된 단체의 관계를 만들고 있지만, 아직 자신들의 배경이 뭣이든 간에 아프리카계 캐나다인들은 문제들의 전형적인 방향을 향하는 편이다.  의견의 조사들과 주의 인권 위원회는 인종 차별이 생존하고 흑인들이 아직도 고용, 숙박 설비와 공공 사업에서 아직도 차별을 향한다는 것을 드러내는 보고를 하였다.  이 일은 공통의 경험의 기초를 창조하고 공통의 책임에 용기를 주고 있다.  흑인의 신문, 잡지와 공동체 기구들에 의한 육성되고, 거대한 수들과 문화적 다양성에 의하여 풍성해진 새롭고 넓혀진 흑인 공동체는 근대의 캐나다 도시들에서 개발되었다.

## 같이 보기
- 캐나다의 인구
- 아시아계 캐나다인
- 라틴아메리카계 캐나다인
- 유럽계 캐나다인
- 캐나다 원주민